# بنت كلثوم (فلم)
بنت كلثوم أو ابنة كلثوم (بالفرنسية: La Fille de Keltoum) هو فيلم درامي صدرَ عام 2002 من إخراج مهدي شريف وبطولة كيليا مالكي وبايا بلال وجان روجر ميلو وفاطمة بن سعيدان وديبورا لامي.

## القصّة
يحكي الفيلمُ قصّة فتاةٍ مغاربيّةٍ تُدعى راليا وتبلغُ من العمر 19 عامًا. تنشأُ راليا داخل أسرةٍ تبنّتها في سويسرا لكنها تعودُ لقريتها فيما بعدُ للعثور على والدتها كلتوم. أثناء انتظار والدتها في منزلٍ منعزلٍ، تلتقي راليا بجدها وعمتها وتتعرف على الحياة والناس في قريتها.